# مؤتمر خط الطول الدولي
مؤتمر خط الطول الدولي هو مؤتمر عُقد في أكتوبر 1884 في واشنطن العاصمة بالولايات المتحدة لتحديد خط الطول الأول للاستخدام الدولي. عقد المؤتمر بناءً على طلب من الرئيس الأمريكي تشستر آرثر. كان موضوع المناقشة هو اختيار «خط الطول ليُستخدم صفراً مشتركًا لخط الطول ومعيار حساب الوقت في جميع أنحاء العالم». نتج عن ذلك اختيار خط غرينتش معيارًا دوليًّا للطول 0 درجة.

## خلفية
يمثل هذا المؤتمر تتويجًا لجهود مهندس السكك الحديدية الكندي، من أصل اسكتلندي، ساندفورد فليمنغ [الإنجليزية] (1827-1915)، الذي قام بحملة منذ ستينيات القرن التاسع عشر لفرض توقيت وطني لكل بلد. في 8 فبراير 1879، اقترح ساندفورد فليمنغ تقسيم العالم إلى 24 منطقة زمنية متساوية من 15 درجة لكل منطقة، ودعا إلى اعتماد التوقيت القياسي العالمي. كان اهتمام فليمنغ الأساسي هو تجنب تنافر الجداول الزمنية للسكك الحديدية: كان لابد من طباعتها لكل محطة بخمس أوقات مرجعية محلية على الأقل: تلك الخاصة بالمحطة عند بداية الخط (شرق كندا)، وتلك الخاصة بالمحطة عند نهاية الخط (غرب كندا)، وتلك الخاصة بالمحطة الواقعة قبلها مباشرة باتجاه الشرق، المحطة الواقعة بعد ذلك مباشرة باتجاه الغرب، وأخيراً التوقيت المحلي للمحطة المعنية.

## البلدان المشاركة
شارك في المؤتمر ستة وعشرون دولة، مَثَّلهم 41 مندوبًا:
- الإمبراطورية النمساوية المجرية
- البرازيل
- تشيلي
- كولومبيا
- كوستاريكا
- الدنمارك (غائبة)
- فرنسا
- ألمانيا
- غواتيمالا
- مملكة هاواي
- إيطاليا
- اليابان
- ليبيريا
- المكسيك
- هولندا
- الدولة العثمانية
- باراغواي
- روسيا
- السلفادور
- جمهورية الدومينيكان
- إسبانيا
- الاتحاد بين السويد والنرويج
- سويسرا
- المملكة المتحدة، تضمنت مندوبين من:
  -  الهند البريطانية
  -  كندا
- الولايات المتحدة
- فنزويلا

## القرارات
قرر المؤتمر الدولي في واشنطن - شعر مدير مرصد باريس بيير جانسين بالاستياء الكبير - الاعتراف بخط الطول غرينتش أول خطوط الطول، خلال الجلسة السابعة في 22 أكتوبر 1884، في نهاية التصويت، نتائج منها:
- مع اعتماد خط الطول غرينتش باعتباره خط الطول الدولي: 22 دولة؛
- ضد اعتماد خط الطول غرينتش باعتباره خط الطول الدولي: دولة واحدة (جمهورية الدومينيكان)؛
- الممتنعون: دولتان (البرازيل وفرنسا).

لذلك اُعتُمد القرار التالي: «إن اقتراح المؤتمر على الحكومات هنا يمثل اعتماد خط الطول الذي يمر عبر مركز مقراب العبور [الإنجليزية] في مرصد غرينتش باعتباره خط الطول الأول». (النص الأصلي: «That the Conference proposes to the Governments here represented the adoption of the meridian passing through the centre of the transit instrument at the Observatory of Greenwich as the initial meridian for longitude. »)
فاز غرينتش لسببين رئيسيين. من ناحية، يستخدم ثلثا أسطول العالم (بما في ذلك البحرية الأمريكية) بالفعل خط غرينتش. من ناحية أخرى، اعتُبر نظام المناطق الزمنية، المستند إلى خط الطول غرينتش، الذي تبنته شركات السكك الحديدية في الولايات المتحدة في العام السابق مرضيًا تمامًا. في الواقع، لا يهدف اعتماد خط الطول الأول إلى توحيد الإحداثيات الجغرافية فقط. يهدف قبل كل شيء إلى تنظيم المراجع الزمنية.
في مقابل اعتماد خط الطول غرينتش، تعهد البريطانيون باعتماد النظام المتري، للانضمام إلى اتفاقية المتر في نفس العام.